# هيروشي شيميزو
هيروشي شيميزو (باليابانية: 清水宏 ) (و. 1903 – 1966 م) هو مخرج أفلام، وكاتب سيناريو ياباني، ولد في هاماماتسو، توفي في كيوتو، عن عمر يناهز 63 عاماً، بسبب نوبة قلبية .أخرج كمية هائلة من الأفلام تعدت المئة وستين فيلماً  لكن لم يتبقى منها سوى حواليْ اثني عشر فيلماً وله تأثير على السينما اليابانية.

## وصلات خارجية
- هيروشي شيميزو على موقع IMDb (الإنجليزية)
- هيروشي شيميزو على موقع روتن توميتوز (الإنجليزية)
- هيروشي شيميزو على موقع ألو سيني (الفرنسية)
- هيروشي شيميزو على موقع أول موفي (الإنجليزية)
- هيروشي شيميزو على موقع قاعدة بيانات الفيلم (الإنجليزية)
- هيروشي شيميزو على موقع كينوبويسك (الروسية)